# Лидеры эскадренных миноносцев типа «Гепард»
Лидеры эскадренных миноносцев типа «Гепард» — тип лидеров французского флота времён Второй мировой войны. Развитие лидеров типа «Ягуар». Отличались усиленным вооружением и более крупными размерами. Всего построено шесть единиц в серии: «Бизон» (фр. Bison), «Гепард» (фр. Guepard), «Лион» (фр. Lion), «Вальми» (фр. Valmy), «Вобан» (фр. Vauban), «Верден» (фр. Verdun). Все корабли этого типа были потеряны в ходе военных действий, причём лишь «Бизон» погиб в бою, а остальные пять были затоплены в Тулоне 27 ноября 1942 года в ходе самоуничтожения французского флота.
Официально именовались контр-миноносцами (фр. contre-torpilleurs) и фактически не являлись лидерами эсминцев в традиционном понимании, так как предназначались для действий в однородных соединениях и должны были исполнять функции лёгких крейсеров. Фактически их можно было бы назвать истребителями эсминцев. Не имели прямых аналогов за рубежом. Стали первыми кораблями семейства 2400-тонных лидеров. Тип «Гепард» известен также как тип «Бизон». Дальнейшим развитием класса во французских ВМС стали контр-миноносцы типа «Эгль».

## История разработки

Контр-миноносец «Ягуар». 1926 г. Схема.

Хотя испытания контр-миноносцев типа «Ягуар» оказались в целом удовлетворительными, проект не вполне устроил моряков. Ведь при водоизмещении почти на 900 тонн большем, чем у эсминцев типа «Бурраск», «ягуары» несли всего лишь на одно 130-мм орудие больше и представлялись недовооружёнными. В 1923 году начальником секции лёгких кораблей в Техническом отделе (фр. Service Technique des Constructions et Armes Navales) Морского министерства стал инженер-генерал М. Антонэ, который предложил использовать на следующей серии контр-миноносцев артиллерию традиционного для французского флота калибр 138,6-мм с целью достижения решительного огневого превосходства над эсминцами и скаутами потенциального противника.
Ещё одним важным фактором, повлиявшим на особенности проекта, стало желание моряков получить корабль с эшелонным расположением энергетической установки, уже запланированное для тяжёлых крейсеров типа «Дюкень». Считалось, что такая мера позволит не потерять ход при одном удачном попадании противника, хотя это мнение в отношении сравнительно небольших торпедно-артиллерийских кораблей нередко оспаривалось специалистами.
Первоначальными планами предусматривалось вооружить контр-миноносцы нового типа шестью 138,6-мм пушками, причём в разных установках. Две спаренные артустановки должны были размещаться в оконечностях, ещё две одноорудийные ближе к середине корпуса. Считалось, что стандартное водоизмещение составит примерно 2850—3000 тонн. В дальнейшем планировали перейти к постройке контр-миноносцев водоизмещением около 3500 тонн, вооружённых восемью 138,6-мм пушками в четырёх спаренных установках. Однако попытка разработать эффективную спаренную установку такого калибра тогда потерпела неудачу и пришлось перейти к варианту с пятью одноорудийными установками главного калибра.
Три корабля были заказаны по программе 1925 года, ещё три по программе 1926 года. Стоимость постройки предварительно оценивалась в 28 миллионов франков за единицу, что было несколько больше, чем у типа «Ягуар» (26 млн франков за единицу). Фактическая стоимость одной единицы типа «Гепард» составила в итоге около 32 млн франков. Первые два корабля, «Гепард» и «Бизон» были заказаны военно-морскому арсеналу Лорьяна, остальные частным компаниям. «Лион» и «Вобан» заказали у Ateliers et Chantiers de France-Dunkerque, которая в это время достраивала эсминец «Бурраск» и уже получила заказ на эсминец «Л’Адруа». «Вальми» заказали Chantiers de Penhoët, которая ранее построила контр-миноносец «Шакал» типа «Ягуар». Верден поручили Ateliers et Chantiers de la Loire, ранее построившей два корабля типа «Ягуар» — «Леопард» и «Линкс».

## Конструкция

### Корпус и архитектура

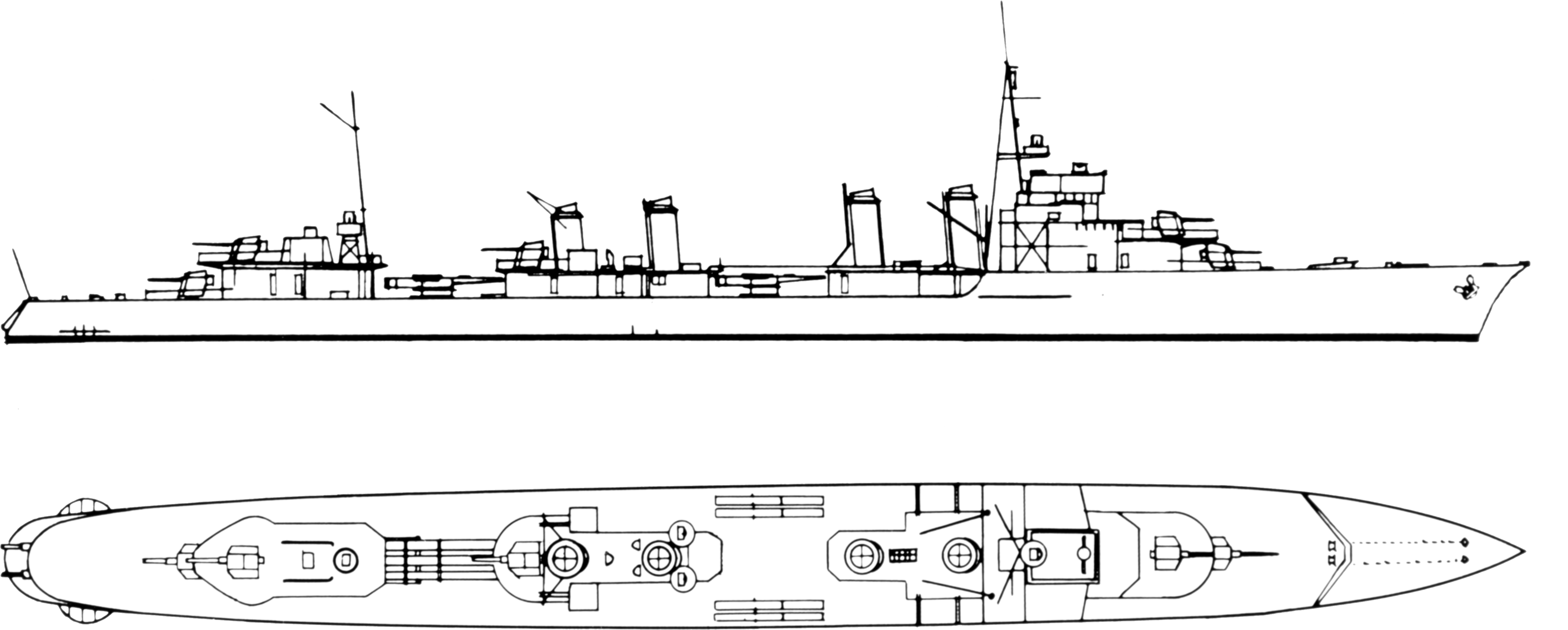
Силуэт французских 2400-тонных контр-миноносцев.

Оснащение «гепардов» более тяжёлыми пушками потребовало увеличить размеры кораблей. Они оказались длиннее и шире «ягуаров». Отношение длины к ширине при этом несколько сократилось и составило 10,7:1 против 10,8:1 у «ягуаров». Это должно было способствовать большей остойчивости нового типа контр-миноносцев. Ещё одним новшеством стало эшелонное размещение силовой установки, что вынудило увеличить длину котло-машинных отделений. Котельных отделений стало два вместо трёх и они разделялись машинным отделением. Это привело к созданию весьма своеобразного силуэта кораблей с четырьмя дымовыми трубами, установленными парами. Других четырёхтрубных кораблей в то время в европейских водах не было.
Методы строительства остались прежними. Шпангоуты устанавливались со шпацией 2,1 м, за исключением оконечностей, где шаг сокращался до 1,6 м. Имелось 11 поперечных переборок, разделявших корпус на 12 водонепроницаемых отсеков. Второе дно продолжалось на большей части длины корпуса. На траверзе машинных отделений устанавливался двойной борт, пространство которого использовалось для хранения топлива. Кроме того, имелись поперечные цистерны в носу корабля и позади машинного отделения. Обшивка корпуса формировалась из стальных листов толщиной от 9 мм в носу, до 14 мм в районе машинных отделений. Палуба набиралась из листов стали толщиной от 6 до 12 мм. Все элементы корпуса скреплялись клёпкой, электросварка не применялась.

### Энергетическая установка
Энергетическая установка заняла большую часть корпуса — около 50 % длины корабля. Её мощность была увеличена до 64 000 л. с. в сравнение с типом «Ягуар» для сохранения скоростных качеств на прежнем уровне, несмотря на большее водоизмещение. Общий вес энергетической установки оказался больше, чем у «ягуаров» — около 804 тонн, однако относительные вес был меньше — 30 % от общего водоизмещения кораблей против 35 % у предшественников. Это позволило несколько увеличить метацентрическую высоту, что было особенно важно в связи с установкой на новом проекте более тяжёлых орудий и торпедных аппаратов.
Энергетическая установка была скомпонована по эшелонной схеме. За первым котельным отделением следовало машинное, далее снова котельное и второе машинное. Пар вырабатывали четыре паровых котла Du Temple. В отличие от котлов той же марки, установленных на «ягуарах» и «буррасках», а также эсминцах типа «Л’Адруа», они имели большее удельное давление пара, 20 кг/см² против 18 кг/см², хотя конструктивно было очень похожи. В каждом котельном отделении размещалось по два котла, каждый имел газонепроницаемую оболочку. Котлы во втором отсеке пришлось сместить к левому борту, чтобы освободить место для валов. Машинные отделения были разделены котельными отсеками и работали независимо друг от друга. Эшелонная компоновка привела к тому, что длина левого вала была 24,74 м, а правого — 53,13 м. Каждый вал вращал вращал трёхлопастные бронзовые винты диаметром 3,7 или 3,8 м. На «Вальми» и «Вердене» винты были изготовлены из особо прочной латуни. «Вальми» первоначально имел четырёхлопастный винт, но не достиг контрактной скорости на испытаниях и винт был заменён на трёхлопастный.
На четырёх кораблях серии были установлены паровые турбины Parsons, показавшие себя в целом надёжными, хотя и доставившие некоторые проблемы на испытаниях. Гораздо менее удачными оказались турбины Zoelly, которые получили «Лион» и «Вобан». Их эксплуатация сопровождалась многочисленными авариями, связанными с поломкой роторов и трещинами в лопастях турбин. Это задержало их ввод в строй и требовало постоянного повышенного внимания на протяжении всего срока службы. Турбозубчатые агрегаты обоих типов имели ступени высокого и низкого давления, а также турбины крейсерского хода.
Несмотря на определённые проблемы, все шесть кораблей типа «Гепард» показали на восьмичасовых испытаниях среднюю скорость более 36 узлов при мощности 56 200 — 72 000 л. с. Самым быстроходным оказался в итоге «Лион», разогнавшийся до 38,5 узлов при мощности 77 000 л. с. «Бизон» даже превзошёл это достижение, развив 40,6 узла при мощности 81 000 л. с., но водоизмещение корабля на этот момент было близким к стандартному. Таким образом, все корабли превысили на испытаниях контрактную скорость.
Запас топлива в мирное время обычно составлял 360 тонн нефти, в военное время предполагалось принимать до 590 тонн при полной загрузке цистерн. Кроме того, принималось 35 тонн смазочного масла и 126 тонн питательной воды для котлов. Для санитарных нужд предусматривались цистерны на 12 тонн пресной воды, а также 4 тонны питьевой воды для экипажа. Запас бензина для моторных катеров составлял 500 литров и хранился в резервуарах на верхней палубе. Для питания дизельных генераторов имелся запас 2280 литров лёгкой нефти. После испытаний было сочтено, что дальность плавания составит 3450 миль при скорости 14,5 узлов, на турбинах крейсерского хода и при двух работающих котлах. Однако практика показала, что эти цифры были явно завышены. В начале Второй мировой войны «Вальми» смог пройти лишь 2500 миль на скорости 7 узлов, при одном работающем котле. Было подсчитано, что при максимальной скорости дивизиона контр-миноносцев 31 узел, дальность составит только 650 миль.

### Вооружение

#### Главный калибр
Командование флота не было удовлетворено новым 130-мм орудием, поступившим на вооружение контр-миноносцев типа «Ягуар» и эсминцев типа «Бурраск». Поскольку создать эффективную спаренную установку 130-мм калибра не удалось, было решено разработать новую пушку, на сей раз традиционного для французского флота калибра 138,6-мм. Начиная с 1880-х годов французский флот принял на вооружение ряд орудий этого калибра для вооружения броненосцев и крейсеров. Последняя предвоенная генерация пушек этого калибра была разработана для оснащения первых французских линкоров-дредноутов типов «Курбэ» и «Бретань». Однако 138,6-мм орудие Model 1910 с длиной ствола 55 калибров было слишком тяжёлым и громоздким для торпедно-артиллерийских кораблей. В результате ствол укоротили до 40 калибров. Хотя французы уже имели возможность испытать немецкие корабельные орудия с клиновым затвором, они пока не испытывали доверия к этому техническому решению и новая система получила традиционный для морской артиллерии Франции поршневой затвор системы Велина. в свою очередь это предопределило весьма скромную для лёгкого корабля скорострельность — не более 5—6 выстрелов в минуту при хорошо тренированном расчёте.

#### Зенитный калибр
К моменту закладки контр-миноносцев типа «Гепард» французские военно-морские специалисты пришли к выводу о неэффективности 75-мм орудий, которыми вооружался тип «Ягуар». Поэтому на типе «Гепард» с самого начала были установлены 37-мм зенитные пушки Model 1925. Четыре таких орудия были установлены побортно, парами, рядом с третьей дымовой трубой. Такое размещение нельзя было назвать удачным. На каждый борт могло стрелять только по два орудия, а углы обстрела в нос и корму были весьма ограниченными. Орудие имело неплохие баллистические характеристики, но являлось полуавтоматическим и имело слишком низкую скорострельность для своего калибра. Тем не менее, даже при таких недостатках 37-мм пушка считалась более эффективной, чем 75-мм орудия «ягуаров». Боезапас 37-мм пушек состоял из 2400 снарядов, по 600 на каждый ствол.
В качестве зенитного средства ближнего действия использовались спаренные пулемёты калибра 8-мм. Это были системы Hotchkiss Mle 1914, установленные на спаренные лафеты Mle 1926, которые размещались на полубаке, перед мостиком. Боезапас составлял 20 500 патронов. Пулемёты обычно хранились в подпалубном помещении и устанавливались на лафеты в случае необходимости. Реальная эффективность этого оружия была ничтожной даже против авиации 1920-х годов.
| калибр, мм                             | 138,6  | 138,6  | 37      | 13,2  |
| длина ствола, калибров                 | 40     | 40     | 50      | 76    |
| масса орудия, кг                       | 5544   | 5544   | 300     | 19,5  |
| скорострельность, в/мин                | 5—6    | 5—6    | 30—42   | 200   |
| вес снаряда, кг                        | 40,4   | 40,4   | 0,725   | 0,052 |
| начальная скорость, м/с                | 700    | 700    | 810—840 | 800   |
| максимальная дальность, м              | 19 000 | 19 000 | 7150    | 7200  |
| максимальная досягаемость по высоте, м | —      | —      | 5000    | 1500  |

#### Торпедное вооружение
Хотя 550-мм торпеды Mle 1919D, которыми вооружались «ягуары» и «бурраски» заметно превосходили 533-мм торпеды других стран, для нового поколения контр-миноносцев французские конструкторы, работавшие на военно-морской верфи Тулона создали ещё более мощную модель. Торпеда Mle 1923DT оснащалась воздушно-спиртовым двигателем компании Schneider и имела следующие характеристики:
- Калибр — 550 мм;
- Длина — 8575 мм;
- Масса — 2105 кг;
- Масса боевой части — 415 кг (Mle 1923DT);
- Масса ВВ — 308 кг тротила (Mle 1923D);
- Дальность хода, м/при скорости, уз — 9000/39, 13 000/35[7].

Вероятное отклонение от точки прицеливание оценивалось в +/- 80 м на дистанции 5000 м и +/- 230 м на дистанции 13 000 м. Корабли типа «Гепард» вооружались тремя трёхтрубными торпедными аппаратами, размещёнными между передней и задней группой труб и между задней группой труб и кормовой рубкой. На «гепардах» в отличие от «ягуаров» удалось обеспечить управление торпедными аппаратами с мостика, используя данные артиллерийского дальномера. Однако ввод необходимых для стрельбы данных осуществлялся непосредственно на самих торпедных аппаратов. Запасных торпед корабли не имели, так как французские моряки считали нереальной перезарядку торпедных аппаратов в открытом море.

## Экипаж и обитаемость
По штатам мирного времени экипаж «гепардов» состоял из 10 офицеров и 198 нижних чинов. Кораблём командовал офицер в чине капитана 2-го ранга (фр. Capitaine de frégate), старшим офицером был капитан 3-го ранга (фр. Capitaine de corvette). Два капитан-лейтенанта (фр. Lieutenant de vaisseau) отвечали за артиллерию и противолодочное оружие корабля. В число офицерского состава входили также два лейтенанта (фр. Enseigne de vaisseau), главный инженер-механик (фр. Ingénieur mécanicien de 1re classe) и два младших инженер-механика (фр. Ingénieurs mécani-ciens de 2e classe). Кроме того, на корабле имелся офицер медицинской службы (фр. Médecin de 1e/2e classe) или лейтенант морской пехоты или специалист по снабжению (фр. Commissaire de 1e/2e classe). Младший командный состав был представлен главным старшиной (фр. Premier maître) и 33 старшинами первого класса (фр. Maîtres) и второго класса (фр. Seconds maîtres). Также в экипаж входили 165 матросов. В военное время предполагалось иметь 12 офицеров, 34 старшины и 190 матросов.

## Модернизации

### Модернизации довоенного периода
В довоенный период контр-миноносцы типа «Гепард» не подвергались большим изменениям. Во второй половине 1930-х годов была улучшена подача снарядов к орудиям главного калибра, по примеру типа «Вокелен». В 1933 году корабли получили по два спаренных 13,2-мм крупнокалиберных зенитных пулемёта Hotchkiss Mle 1929, установленных на спаренных станках Mle 1931 вместо прежних 8-миллиметровых. Пулемёты были хорошим, надёжным оружием, но их скорострельность оказалась недостаточной из-за необходимости частой смены 30-зарядных магазинов, а поражающее действие и дальнобойность не отвечала требованиям борьбы со скоростными самолётами начала Второй мировой войны.

## Служба
|          | заложен              | спущен               | вступил в строй      | судьба                                                                                                |
| -------- | -------------------- | -------------------- | -------------------- | --- |
| «Бизон»  | 14 марта 1927 года   | 29 октября 1928 года | 10 октября 1930 года | 3 мая 1940 года потоплен немецкими пикирующими бомбардировщиками Ju-87 возле норвежского порта Намсус |
| «Гепард» | 14 марта 1927 года   | 19 апреля 1928 года  | 13 августа 1929 года | Затоплен в Тулоне 27 ноября 1942 года                                                                 |
| «Лион»   | 6 августа 1926 года  | 5 августа 1929 года  | 21 января 1931 года  | Затоплен в Тулоне 27 ноября 1942 года                                                                 |
| «Вальми» | 5 мая 1927 года      | 19 мая 1928 года     | 1 января 1930 года   | Затоплен в Тулоне 27 ноября 1942 года                                                                 |
| «Вобан»  | 22 мая 1927 года     | 1 февраля 1930 года  | 9 января 1931 года   | Затоплен в Тулоне 27 ноября 1942 года                                                                 |
| «Верден» | 10 августа 1927 года | 4 июля 1928 года     | 1 апреля 1930 года   | Затоплен в Тулоне 27 ноября 1942 года                                                                 |

### «Бизон»

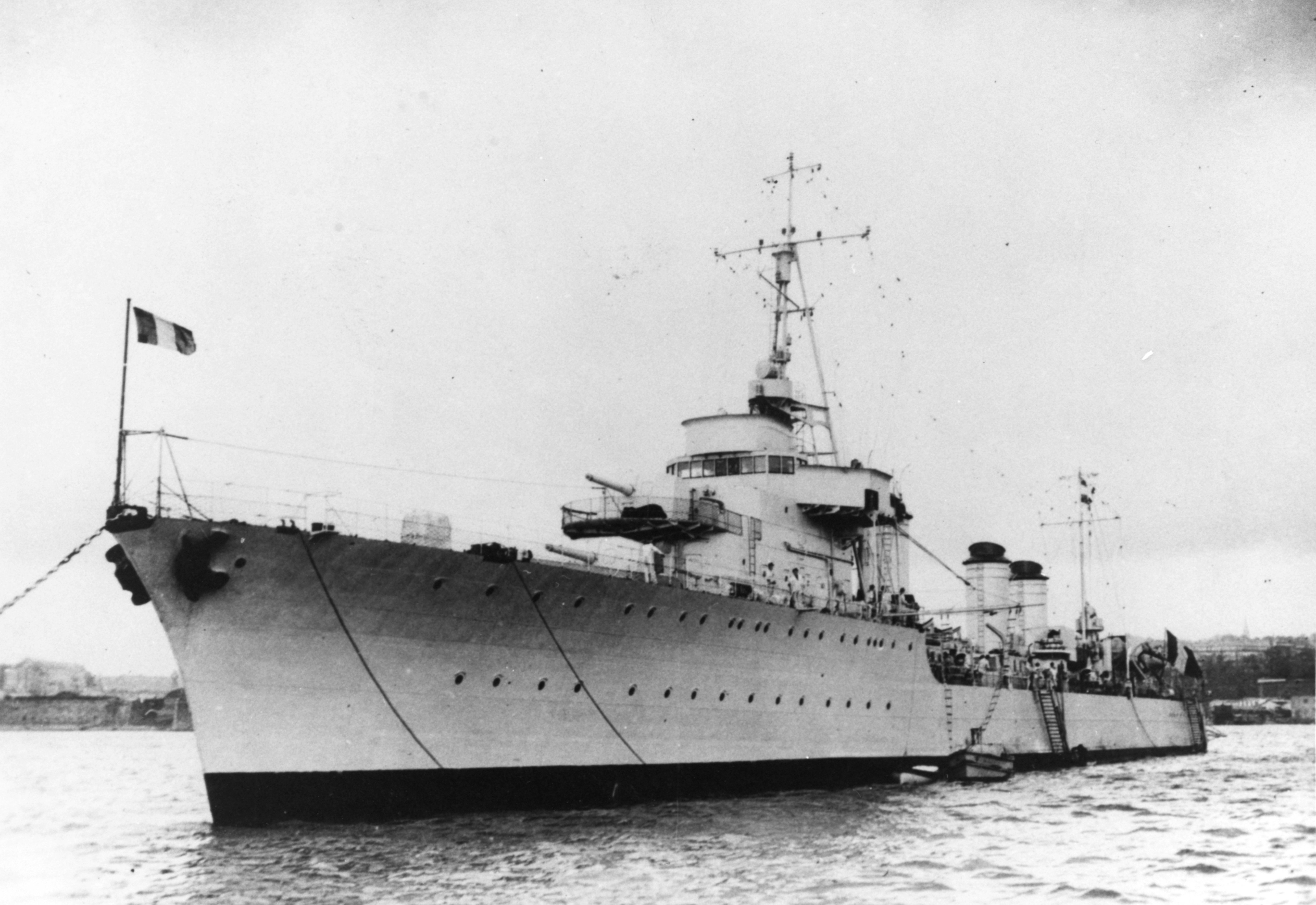
Контр-миноносец «Бизон».

Корабль был построен на верфи Арсенала Лорьяна (фр. Arsenal de Lorient). Ночью 8 февраля 1939 года, участвуя в учениях Атлантической эскадры, столкнулся с лёгким крейсером «Жорж Леги». В результате столкновения была оторвана носовая часть лидера, которая затонула с находившимися на ней 15 моряками. Кроме того погибло ещё три человека, 14 было ранено и контужено. Повреждённый лидер отбуксировали в Лорьян и поставили на ремонт в сухом доке. Ремонт завершился в августе 1939 года.
В апреле 1940 года базировался на порт Гринок и в качестве флагмана 11-го дивизиона контр-миноносцев участвовал в Норвежской кампании. Утром 3 мая 1940 года прикрывал эвакуацию союзных войск из Намсуса и был атакован пикирующими бомбардировщиками Ju-87. В ходе налёта «Бизон» получил прямое попадание бомбы в носовую часть, что вызвало детонацию боеприпасов. Несмотря на борьбу уцелевших членов экипажа за живучесть, корабль затонул через два часа. Погибло 136 человек.

### «Гепард»

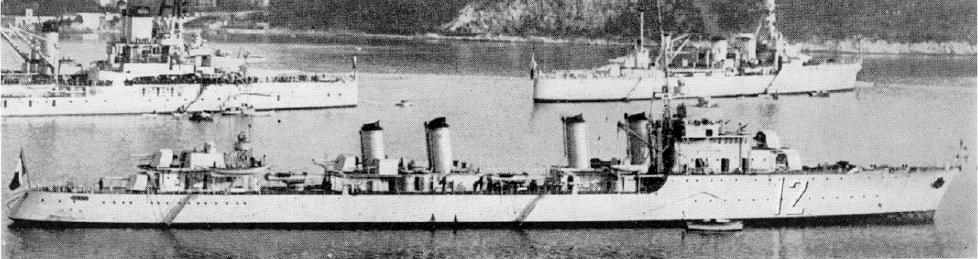
Контр-миноносец «Гепард». 1942 г.

Корабль был построен на верфи Арсенала Лорьяна. К началу Второй мировой войны был флагманом 3-го дивизиона контр-миноносцев. 13—14 июня 1940 года принял участие в операции против Генуи. К моменту капитуляции Франции базировался на Тулон. В начале 1941 года перебазировался в Бейрут. 9 июня 1941 года «Гепард» и «Вальми» обстреливали позиции австралийских войск у устья реки Литани. При отходе контр-миноносцы вступили в бой с дивизионом британских эсминцев и добились трёх попаданий с большой дистанции. В свою очередь, «Гепард» получил пробоину от огня неприятеля. Испытывая дефицит боеприпасов французские корабли вышли из боя и вернулись в Бейрут.
В ночь на 23 июня 1941 года успешно прорвал британскую блокаду Бейрута. Несмотря на превосходство британских сил, имевших против «Гепарда» два лёгких крейсера и три эсминца, корабль сумел уйти от противника благодаря превосходству в скорости. В июле 1941 года вместе с «Вальми» и «Вокеленом» перебрасывал сухопутные войска в Сирию, но из-за обнаружения соединения воздушной разведкой англичан операция была прервана и корабли ушли в Тулон. Затоплен в Тулоне 27 ноября 1942 года. В дальнейшем был поднят итальянскими спасателями, но признан непригодным к восстановлению. Вторично потоплен в Тулоне американскими бомбардировщиками 11 марта 1944 года.

### «Лион»
Корабль был построен на верфи Ateliers et Chantiers de France-Dunkerque в Дюнкерке. В начале Второй мировой войны действовал в Атлантике, далее перешёл на Средиземное море и действовал в составе первого дивизиона контр-миноносцев. Участвовал в обстреле Генуи 3—4 июня 1940 года. После капитуляции Франции был выведен в резерв и разоружён. 27 ноября 1942 года затоплен в Тулоне. Впоследствии поднят итальянскими спасателями и зачислен в состав итальянских ВМС как FR-21. Отбуксирован для ремонта в Геную. 9 сентября 1943 года при угрозе захвата корабля немцами был затоплен вторично.

Затопление французских кораблей в Тулоне. 27 ноября 1942 года. Схема.

### «Вальми»
Корабль был построен на верфи Chantiers de Penhoët в Сен-Назере. В начале Второй мировой войны входил в состав 3-го дивизиона контр-миноносцев. Участвовал в набеге на Геную. В июне 1941 года действовал против британского флота у берегов Сирии. Далее был выведен в резерв и разоружён. Затоплен 27 ноября 1942 года в Тулоне. Поднят затем итальянскими спасателями и зачислен в состав итальянских ВМС как FR-24. Отбуксирован в Савону, но в строй не вошёл и был захвачен немецкими войсками в сентябре 1943 года. Затоплен в Генуе 24 апреля 1945 года.

### «Вобан»

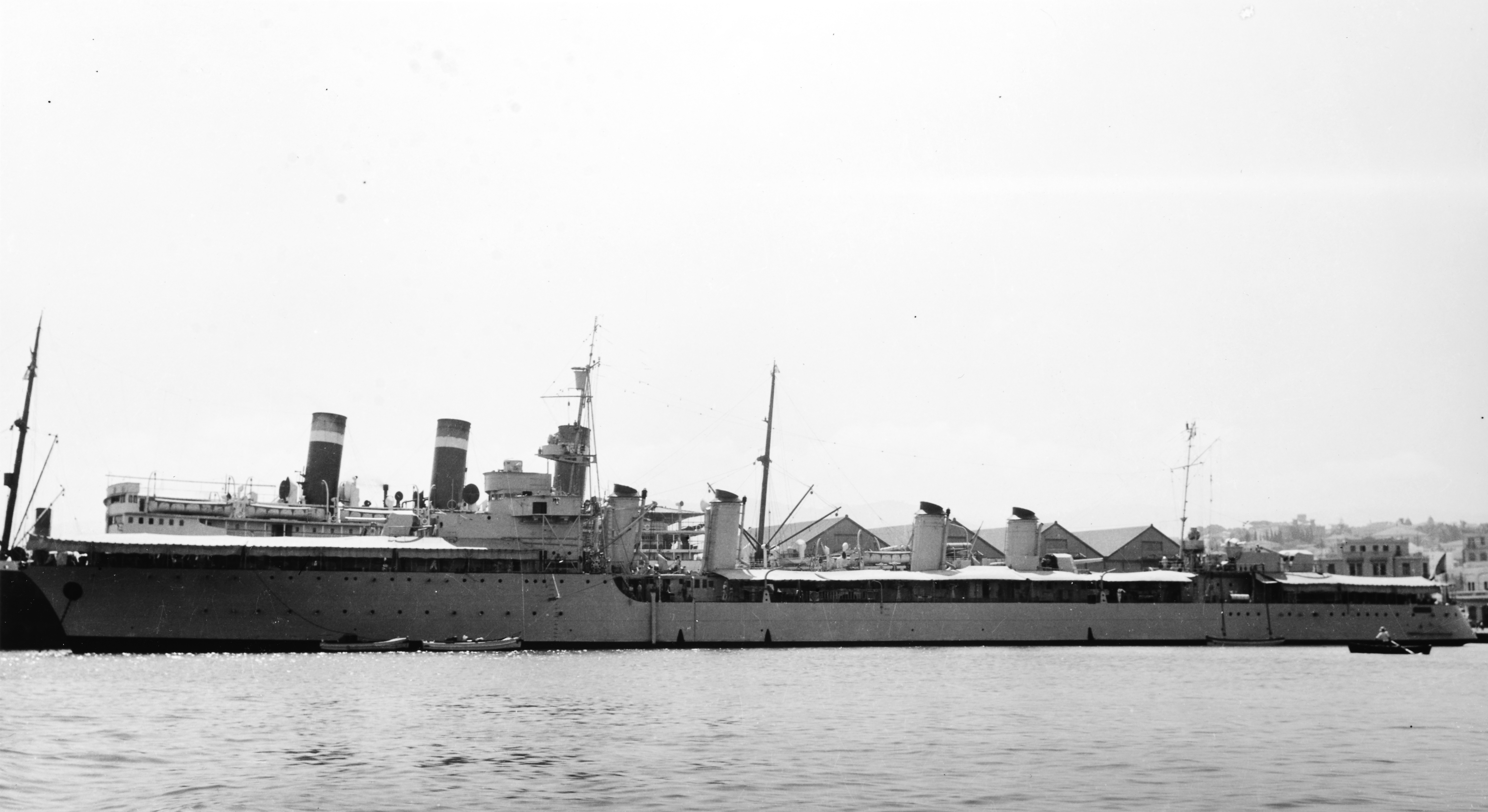
Контр-миноносец «Вобан».

Корабль был построен на верфи Ateliers et Chantiers de France-Dunkerque в Дюнкерке. В начале Второй мировой войны был флагманом 1-го дивизиона контр-миноносцев. В марте 1940 года сопровождал из Тулона в Галифакс линкор «Бретань» и тяжёлый крейсер «Альжери», перевозившие золотой запас Банка Франции. Участвовал в набеге на Геную. После капитуляции Франции был выведен в резерв и разоружён. 27 ноября 1942 года затоплен в Тулоне.

### «Верден»
Корабль был построен на верфи Ateliers et Chantiers de la Loire в Сен-Назере. В начале Второй мировой войны действовал на Средиземном море в составе 3-го дивизиона контр-миноносцев. Участвовал в рейде против Генуи. Был выведен в резерв и разоружён в сентябре 1940 года. В июне 1941 года вновь введён в строй в состав 3-го дивизиона контр-миноносцев Флота Открытого моря. Затоплен в Тулоне 27 ноября 1942 года. Был поднят итальянскими спасателями 29 сентября 1943 года, но не восстанавливался.

## Оценка проекта

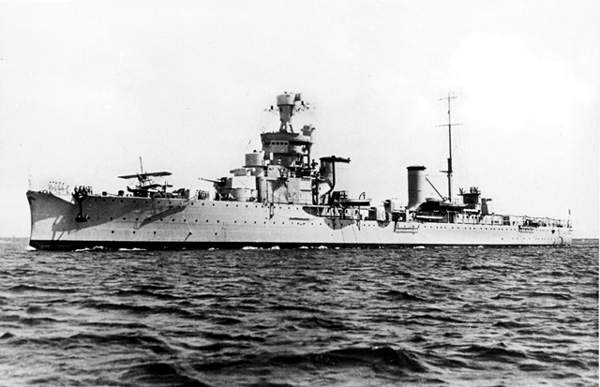
Лёгкий крейсер «Альберико да Барбиано».

Проект «Гепард» стал качественным скачком в развитии французских контр-миноносцев. Если тип «Ягуар» не имел существенного превосходства над своими ровесниками — эсминцами типа «Бурраск», то оснащение «гепардов» 138,6-мм орудиями вывело их огневую мощь на новый уровень. Теоретически они могли расстреливать итальянские скауты с недосягаемой для последних дистанций, а высокая бронепробиваемость их мощных пушек позволяла противостоять даже лёгким крейсерам. Впрочем, примитивная система управления огнём не соответствовала возможностям орудий, не позволяя реализовать их дальнобойность. На высоте оказались и скоростные качества типа «Гепард». После устранения первоначальных проблем с машинами, все корабли этого типа продемонстрировали достаточную надёжность силовой установки.
Вместе с тем, проект отличался рядом существенных недостатков. Главным из их стала низкая скорострельность орудий главного калибра, что было весьма нежелательно в скоротечных боях лёгких сил. Очень слабым, как и на всех французских контр-миноносцах, оказалось зенитное вооружение. Метацентрическая высота оказалась ниже, чем по проекту и хотя проблема не была настолько острой, как у типа «Ягуар», остойчивость «гепардов» была недостаточной. Парусность типа «Гепард» также была чрезмерной. Дальность плавания и мореходность соответствовали условиях Средиземноморья, но были недостаточны для Атлантики. Также нельзя было назвать удачным характерный силуэт «гепардов» — других четырёхтрубных кораблей в европейских водах не было, что упрощало опознавание французских контр-миноносцев противником.
Итальянский флот был крайне обеспокоен появлением у потенциального противника столь мощных и быстроходных единиц и отреагировал на это закладкой лёгких крейсеров типа «Альберико да Барбиано», оказавшихся гораздо более дорогими и крайне неудачными кораблями.